# Accident ferroviaire de Mikawashima
L'accident ferroviaire de Mikawashima (三河島事故, Mikawashima jiko) s'est déroulé au Japon le 3 mai 1962 à Tokyo près de la gare de Mikawashima. Trois trains (un de marchandise et deux de passagers) entrent en collision et déraillent, entraînant un terrible bilan de 160 morts.

## Premier train
À 21h36, un train de marchandise (No. 287) parti de la gare de Mito, approchant de la ligne Jōban à la gare de Mikawashima, manque le signal rouge. Un mécanisme de sécurité détourne alors le train sur une voie de sécurité, empêchant une collision dévastatrice, mais le convoi voyage trop vite et déraille, laissant la locomotive et le wagon-citerne obstruer la ligne principale.

## Deuxième train
Un train de voyageurs à sept voitures (2117H) parti de la gare de Toride pour la gare d'Ueno, part de la gare de Mikawashima vers 21h36, et, bien qu'il évite une collision frontale, heurte tout de même le train de marchandise déraillé, provoquant 25 blessés. Les passagers utilisent les poignées d'évacuation d'urgence et commencent à se regrouper à la gare. Les opérateurs des signalisations à proximité sont trop occupés par la première collision et omettent de notifier un autre trafic sur la ligne.

## Troisième train
Six minutes après la première collision, un train de voyageurs (2000H) heurte le 2117H déraillé et écrase de nombreux passagers survivants qui avaient échappé à la première collision. La première voiture est écrasée et les trois suivants déraillent, ce qui entraîne 160 morts et 296 blessés.

## Conséquences

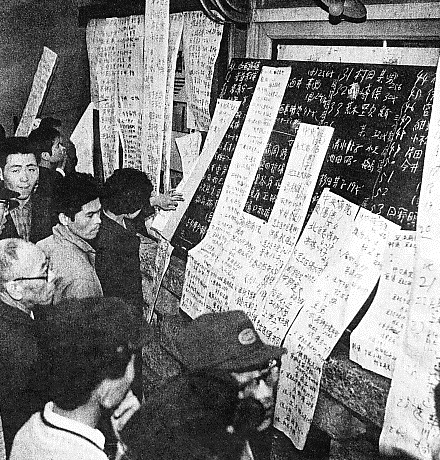
Affichage des listes de victimes.

À la suite de l'accident, la Japanese National Railways change sa politique opérationnelle de « ne pas arrêter les trains sauf nécessité absolue » pour « arrêter les trains dès qu'un accident survient indépendamment de son rayon d'action ». Un système de freinage automatique de train (en) si les convois passent un signal rouge est introduit dans toutes les lignes avant avril 1966.